# Strackenhof

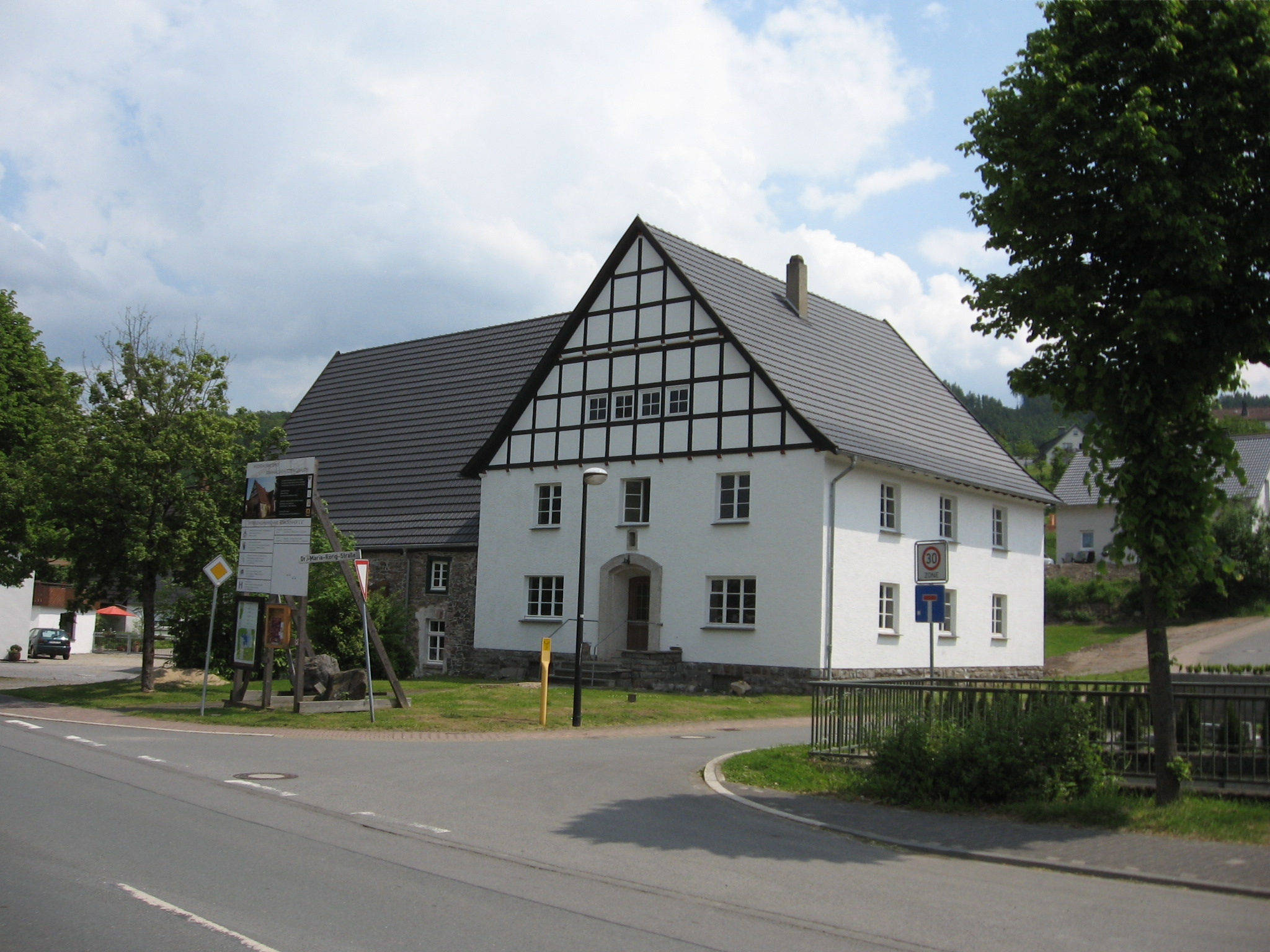
Strackenhof

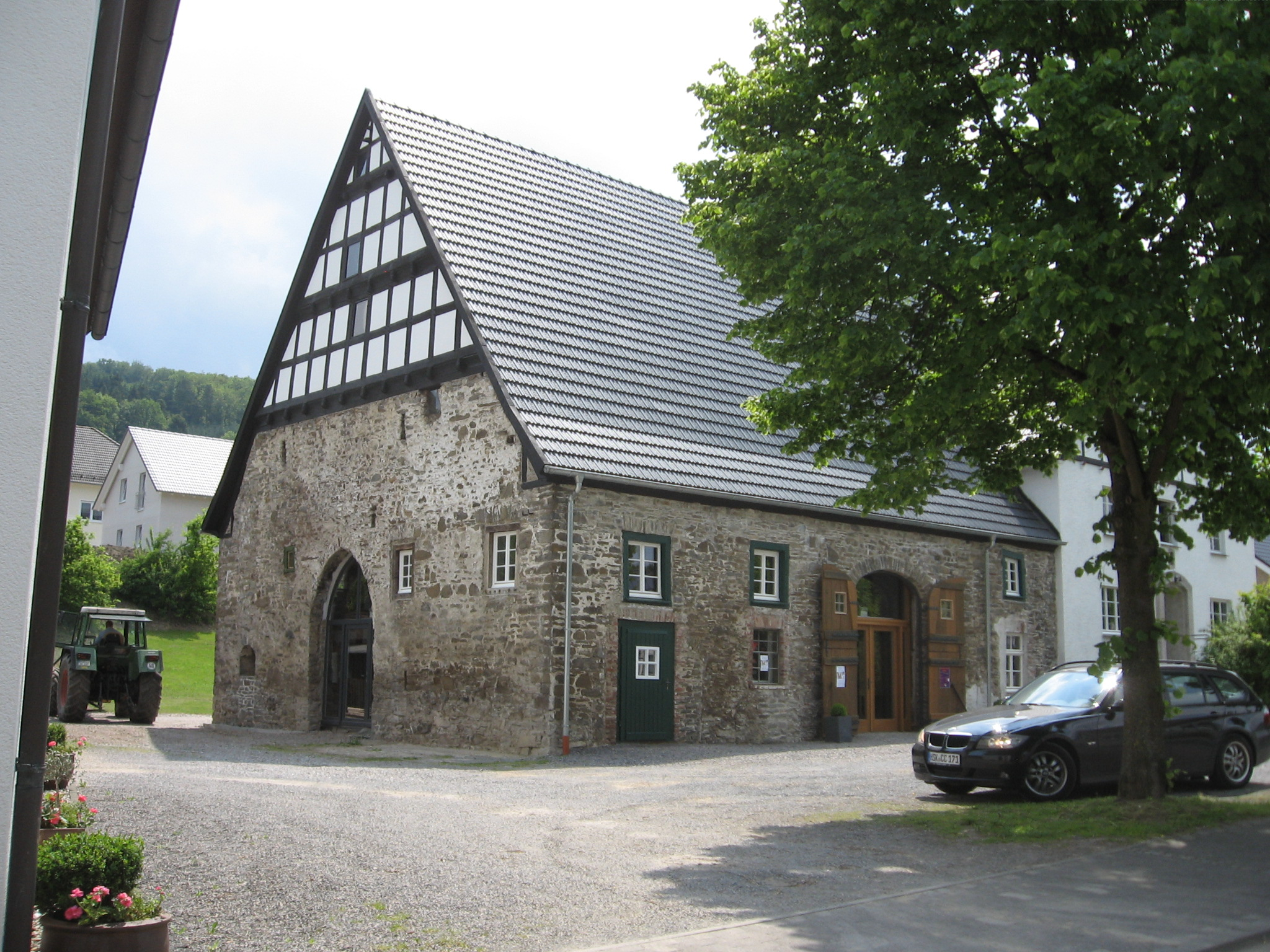
Ältester Hofteil von 1634

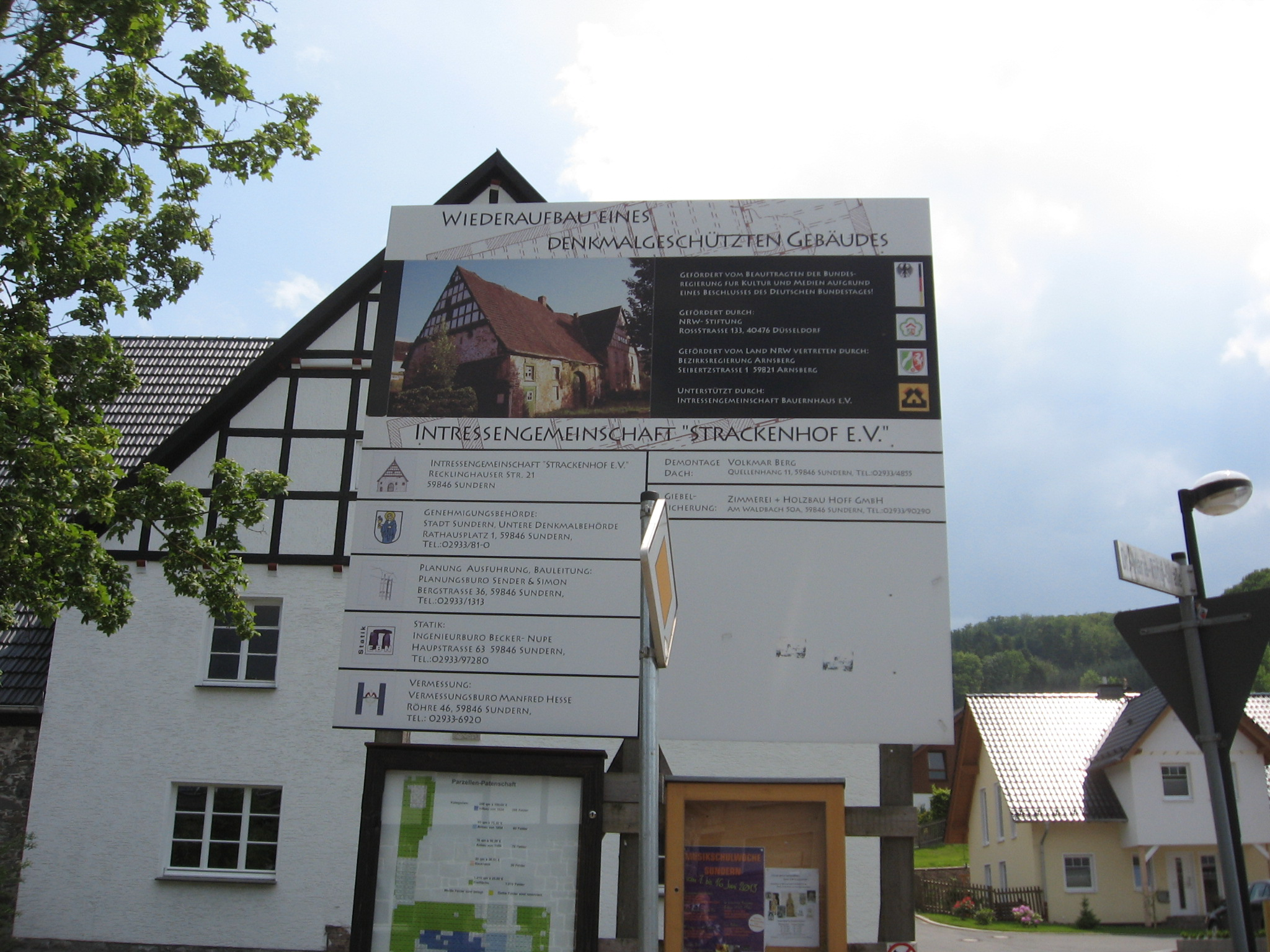
Hinweisschild der Interessengemeinschaft Stracken Hof e.V. vor dem Hof während der Renovierung

Der Strackenhof ist ein denkmalgeschütztes Gebäude in Endorf, einem Ortsteil von Sundern im Hochsauerlandkreis (Nordrhein-Westfalen).

## Geschichte und Architektur
Das Baujahr des Haupthauses wurde, nach einer 2002 durchgeführten Untersuchung des Westfälischen Amtes für Denkmalpflege durch Jahrringdatierung von Balken und Sparren auf 1634, mitten im Dreißigjährigen Krieg, bestimmt. Es ist wohl das älteste erhaltene Steinhaus im kurkölnischen Sauerland. Das Haupthaus wurde von Georgius (Vater) oder Hermanny (Sohn) Stracken erbaut. Vom Familiennamen Stracken stammt der Name des Hofes. Später führten die Familien auf dem Hof den Namen Carthaus bzw. Severin, aber diese wurde im Dorf trotzdem Stracken genannt.
Der Strackenhof dokumentiert die Bau- und Lebensweise der Menschen im mittleren Westfalen des 17. Jahrhunderts. Das Haus besitzt einen altertümlichen Wirtschaftsgiebel mit einem stichbogigen Tor. Die Giebelsätze aus Fachwerk kragen mehrfach hervor. Trotz des allgemein ruinösen Bauzustandes wurde es wegen etlicher historisch erhaltenswerter Bauteile restauriert. Der Hof wurde damals nicht nur landwirtschaftlich, sondern es wurde von den Besitzern auch Bergbau und Metallverarbeitung betrieben. Das Gebäude befindet sich nicht mehr im ursprünglichen Zustand. Es sind Umbauten in der Zeit um 1780 (Verlängerung um ein Kellerfach), 1854 (Umbau der Stallungen mit Verlegung der Einfahrt an die rechte Traufseite) und 1910 belegbar. Der Bau war ein Niederdeutsches Hallenhaus, die mittlere Diele konnte vom Giebel her befahren werden. Die linke Seite der Diele ist fast vollständig erhalten. Hier standen die Kühe unter einem über neun Meter langen, verzierten Balken. Weiter hinten befand sich an der Außenwand eine Sitzecke für die Bewohner. Die Feuerstelle in der Diele vor dem Rückgiebel wurde von einer mächtigen Rauchbühne in etwa 2,4 Meter Höhe überspannt. Der vordere Abschlussbalken mit einer Länge von über fünf Metern ist noch an anderer Stelle erhalten; an den Enden und in der Mitte finden sich eingeschnitzte Symbole, deren Sinn nicht gedeutet ist. An der rechten Vorderseite war ein unterkellerter Raum mit einem Wandkamin eingebaut, dessen Schornstein den Rauch über ein Loch im Vordergiebel des Fachwerks entließ.

## Interessengemeinschaft und Denkmalschutz
Schon 1999 und 2002 hatten das Westfälische Amt für Denkmalpflege und die Interessengemeinschaft Bauernhaus vergeblich versucht, das Gebäude unter Denkmalschutz zu stellen. Nachdem Anfang 2007 eine Abbruchgenehmigung erteilt worden war, wurde am 9. Oktober 2007 die Interessengemeinschaft Stracken Hof e.V. gegründet, um das Gebäude zu erhalten. Der Verein begann Geld zu sammeln, um das Gebäude zu kaufen und das stark einsturzgefährdete Daches zu sichern. Nach Gebäudekauf und Sicherung des Daches wurde das Gebäude am 14. April 2009 vorläufig und am 18. November endgültig unter Denkmalschutz gestellt. Gelder für die Renovierung kamen von der Nordrhein-Westfalen-Stiftung Naturschutz, Heimat- und Kulturpflege und anderen Geldgebern. Eine empfohlene archäologische Ausgrabung unterblieb leider.
Der Hof war Denkmal des Monats im Oktober 2009. Am 30. Juni 2013 erfolgte die Neueinweihung des Strackenhof mit einer Feier.

## Nutzung
Der Hof dient nach der Sanierung als eine Begegnungsstätte der Generationen. Das öffentliche Gebäude steht für kulturelle Veranstaltungen, wie Vorträge, Lesungen, Musikveranstaltungen, Ausstellungen, Mitgliederversammlungen, Kurse und Seminare zur Verfügung. Auch standesamtliche Trauungen können im Hof erfolgen.
Für das Regionale Projekt Wasser-Leben-Land soll der Hof die weitere Verarbeitung des Eisens im angrenzenden märkischen Sauerlandes aufzeigen. Der Hof soll Informationszentrum für den bestehenden Bergbauwanderweg im Naturpark Sauerland-Rothaargebirge dienen.

## Trivia
Der Überlieferung nach hat der Schichtmeister Hermann Stracke, wohl damaliger Besitzer des Hofes, zusammen mit Kurfürst Max Heinrich das Bergwerk in der Bergfreiheit Endorf am Erbenstein um 1655 wieder in Betrieb genommen. Das Bergwerk war maßgeblich an der Industrialisierung des Bergbaus in dieser Region verantwortlich.